# Sokorte Dika
Sokorte Dika är en krater i Kenya.   Den ligger i länet Marsabit, i den centrala delen av landet, 400 km norr om huvudstaden Nairobi. Toppen på Sokorte Dika är 1 479 meter över havet. Sokorte Dika ingår i Res Fila.
Terrängen runt Sokorte Dika är huvudsakligen kuperad. Runt Sokorte Dika är det ganska glesbefolkat, med 42 invånare per kvadratkilometer. Närmaste större samhälle är Marsabit, 3,0 km nordost om Sokorte Dika. Omgivningarna runt Sokorte Dika är i huvudsak ett öppet busklandskap.